# Mathare United FC
El Mathare United Football Club es un equipo de fútbol de Kenia que juega en la Liga keniana de fútbol, la liga de fútbol más importante del país.

## Historia
Fue fundado en el año 1994 en la localidad de Mathare, en la capital Nairobi por el keniano nacido en Canadá Bob Munro utilizando $500 más una donación del diplomático canadiense David Miller, naciendo como una unidad profesional del M.Y.S.A..
También cuenta con un equipo de fútbol femenino llamado Mathare United Women's Football Club, el cual juega en la Liga keniana de fútbol femenino.

## Palmarés
- Liga keniana de fútbol: 1

2008
- Copa Presidente de Kenia: 2

1998, 2000

## Participación en competiciones de la CAF
| Temporada | Torneo                      | Ronda      | Club          | Casa | Visita | Global |
| --------- | --------------------------- | ---------- | ------------- | ---- | ------ | ------ |
| 1999      | Recopa Africana             | 1          | Bata Bullets  | 2-0  | 1-2    | 3-2    |
| 1999      | Recopa Africana             | 2          | AS Dragons    | 1-1  | 1-3    | 2-4    |
| 2001      | Recopa Africana             | 1          | Ismaily SC    | 1-1  | 1-2    | 2-3    |
| 2002      | Copa CAF                    | 1          | Al-Masry Club | 0-2  | 0-2    | 0-4    |
| 2009      | Liga de Campeones de la CAF | Preliminar | ZESCO United  | 1-3  | 0-2    | 1-5    |

## Jugadores destacados
- Dennis Oliech
- Sammy Oliech
- Kelvin Kimani